# Хематом
Хематом (на латински: Haematoma) е кръвоизлив в изкуствено създадена празнина в резултат на предшестващо или придружаващо кръвотечението разединение или разкъсване на тъканите.

## Етиология
Хематомът възниква най-често при закрити механични травми в зони богати на хлабава съединителна тъкан. Такива са предимно контузии, разкъсвания и разтягания. Хематоми възникват и при прободни, контузно-разкъсни и огнестрелни рани с малък отвор, който да попречи на пълното изтичане на кръвта. Патологичните изменения по кръвоносните съдове са предпоставка при определени условия да се наруши тяхната цялост, в резултат на което да се получи хематом.

## Класификация

### По характера на повредения съд
- артериални;
- венозни;
- смесени.

### По мястото на изливащата се кръв
- подкожни;
- междумускулни;
- субсерозни;
- субпериостални и др.

При тази категория мястото на хематома определя и наименованието му.

### По степента на разпространението
- ограничени – срещат се при разкъсването на кръвоносни съдове с малък лумен и при наличието на плътни, неподатливи на разтягане тъкани;
- дифузни – срещат се при разкъсване на големи кръвоносни съдове и в области богати на хлабва съединителна тъкан.

### По клинични признаци
- прости;
- торбести;
- пулсиращи.

## Патогенеза
Бързината на образуване на хематома е в пряка зависимост от височината на кръвното налягане и степента на хлабавост на тъканта, в която се излива кръвта. Първоначално кръвта пропива в тъканта и едва след това започва да се образува първичната празнина посредством разединяване на съединителнотъканните влакна и други тъканни елементи. Празнината увеличава своя размер в резултат на напълването и с кръв. Тя престава да расте когато налягането в нея се изравни с налягането на разкъсания кръвоносен съд. Кръвта постепенно се съсирва, а кръвоносния съд тромбозира и постепенно се организира и възстановява.

## Възстановяване
Възможни са няколко варианта на възстановяване и развитие на хематомите в зависимост от тяхната големина, мястото на възникване, презразполагащи фактори, намеса на патогенни агенти и други.

### Резорбция
След спиране на напълването на празнината кръвта се съсирва и постепенно от нея се отделя кръвния серум. Той се резорбира от организма. Кръвните клетки в съсирека постепенно се разпадат като отделят протеолитични вещества. Последните разграждат фибрина на кръвния съсирек. Разпадащите се кръвни клетки се подлагат на фагоцитоза от страна на клетките на ретикулоендотелната система и макрофагите. Хемоглобинът от еритроцитите също се подлагат на разграждане. Друга част от него се резорбира и по лимфен път се отнася до черния дроб за разграждане.

### Организация
В резултат на организацията на съединителнотъканните клетки празнината на хематома постепенно се изпълва със съединителна тъкан. При този начин на зарастване съсирека се резорбира бавно и непълно. Настъпва организация на фибрина и уплътняване на тъканта в която е възникнал хематома. Това довежда до срастването ѝ с околни тъкани, а при засягане на околни нерви може да настъпи и парализа на инервирания от тях участък.

### Капсулиране
В някой от случаите кръвта дълго време остава течна без да се съсири. Около празнината организма образува вал от плътна съединителна тъкан. Фибрина от кръвта допълнително уплътнява стената от новообразуваната тъкан, която образува плътна непозволяваща резорбция капсула. Кръвта в нея постепенно се превръща в гъста кафява каша и впоследствие във водниста маса. На по късен етап може да настъпи и „петрификация“ на капсулата в резултат на отлагане на калциеви соли.

### Инфектиране
Ако в хематома проникнат патогенни микроорганизми той може да се превърне в абсцес, флегмон или да се развие сепсис. При попадане на анаеробен микроорганизъм е възможно развитие на анаеробна инфекция.

### Пулсиращ хематом и лъжлива аневризма
Ако хематомът е възникнал от разкъсването на голям артериален съд, съсирване може да настъпи само в периферните участъци в близост до стените му. Така в останалата част нахлува кръв и отново се връща в кръвоносния съд. Това образувание се нарича „пулсиращ хематом“. На по-късен етап стените на хематома се организират от съединителна тъкан, която по-късно хиалинизира. Постепенно тя напълно се покрива с ендотел от кръвоносния съд. Това образувание наподобява на разширение на артерията, поради което е наречена лъжлива аневризма.

## Клинични признаци
Непосредствено след травмата се появява пулсираща подутина, която постепенно се увеличава. По-късно се образува плътен пограничен вал и наличие на флуктуация в централната му част. Местната температура е слабо повишена. При всмукването на продукти от тъканното разпадане и на съставни елементи от излятата кръв е възможна кратковременна и слабопроявена резорбтивна треска. Дифузните хематоми могат са се съпровождат с анемия, хемоглобинурия, жълтеница.